# Erik Nilsson (Bielke)
Erik Nilsson (Bielke), död 1402, var en svensk riddare.

## Biografi
Erik Nilsson (Bielke) var son till riddaren Nils Dannes Turesson och Katarina Pedersdotter (lejon). Han nämns 1379–1400 och var 1396 riddare. Erik Nilsson avled 1402 och begravdes i Vadstena.

### Familj
Erik Nilsson var gift med Sigrid Udormsdotter, dotter till Udorm Petersson (flygande skäkta) och Jonsdotter (Malstaätten). De fick tillsammans dottern Katarina Eriksdotter som var gift med väpnaren Bengt Tomasson Pipa (sparre). Efter Erik Nilssons död gifte Sigrid Udormsdotter om sig med riddaren Bo Djure.